# Henryk Łaszcz
Henryk Józef Łaszcz (ur. 14 stycznia 1927 w Kliszowie, zm. 28 marca 1991) – polski dyplomata, siatkarz, reprezentant Polski, wicemistrz Polski (1954).

## Życiorys

### Kariera sportowa
Był zawodnikiem Gwardii Warszawa, z którą w 1953 wywalczył wicemistrzostwo Polski i AZS-AWF Warszawa, z którym zdobył mistrzostwo Polski w 1954. W reprezentacji Polski debiutował 2 lipca 1950 w towarzyskim spotkaniu z Rumunią, w tym samym roku wystąpił na mistrzostwach Europy, zajmując z drużyną szóste miejsce. Reprezentował Polskę także na akademickich mistrzostwach świata w 1951 i 1954 (5. miejsce). Ostatni raz w biało-czerwonych barwach wystąpił 12 maja 1955 w towarzyskim spotkaniu z drużyną Suboticy. Łącznie w reprezentacji wystąpił w 54 spotkaniach. Na początku 1952 otrzymał tytuł mistrza sportu.

### Kariera zawodowa
W 1952 ukończył studia prawnicze na Wydziale Prawa Uniwersytecie Warszawskim. Od 1956 był pracownikiem Ministerstwa Spraw Zagranicznych, w latach 1956–1959 jako attaché ds. kulturalno-prasowych w Poselstwie PRL w Teheranie, w latach 1961–1964 jako I sekretarz i radca ds. politycznych w Ambasadzie PRL w Ottawie, w latach 1966–1971 jako I sekretarz i radca ds. politycznych w Ambasadzie PRL w Tokio, w latach 1975–1979 był ambasadorem Polski w Iranie, w latach 1979–1985 pracował jako dyrektor Protokołu Dyplomatycznego MSZ. W 1985 został ambasadorem Polski w Meksyku, od 1987 równocześnie w Kostaryce.

## Odznaczenia
Był odznaczony Krzyżem Kawalerskim Orderu Odrodzenia Polski.

## Życie prywatne
Jego córką jest dziennikarka Małgorzata Łaszcz.